# Макнаут, Эрин
Эрин Глив  (англ. Erin Gleave; род. 22 мая 1982, Канберра, Австралия) — австралийская телеведущая и модель, бывшая победительница конкурса красоты Мисс Вселенная Австралия в 2006 году.

## Ранняя жизнь
Эрин Глив (до замужества Макнаут) родилась в Канберре, столице Австралии в семье Энди и Лин Макнаут. Она является дочерью Энди  и Линди Макнот. Ее родители пропагандировали здоровый образ жизни в Макнот, и от них у нее также развилась страсть к кулинарии. Она росла вместе со своими старшими братьями. Глив и её семья в течение 1990-х годов жили в Сиэтле.

## Карьера
Глив в 2006 году выиграла конкурс красоты Мисс Вселенная Австралия и участвовала в Мисс Вселенная 2006. Она участвовала в конкурсе, несмотря на появление её фотографии топлес в австралийском мужском журнале Zoo Weekly в 2004 году.
По состоянию на конец 2007 года она участвовала в Cybershack , заменив бывшую ведущую Фаустину Аголли. Она также появлялась на Joker Poker. Глив участвовала в сериале Соседи в декабре 2007 года, играя героиню Сиенну Камменти, сериал вышел в октябре 2008 года. Глив также провела два сезона Asia Pacific Poker Tour. По состоянию на февраль 2008 года она ведущая CyberShack на девятом канале.
24 ноября 2009, Глив повредила указательный палец на правой руке в результате несчастного случая, Cybershack: она упала с велосипеда в грязи и падая повредила руку захваченную в вращающееся колесо велосипеда. 26 ноября 2009 года было сообщено, что Эрин отправлена в больницу и хирург пришил оторванный палец.

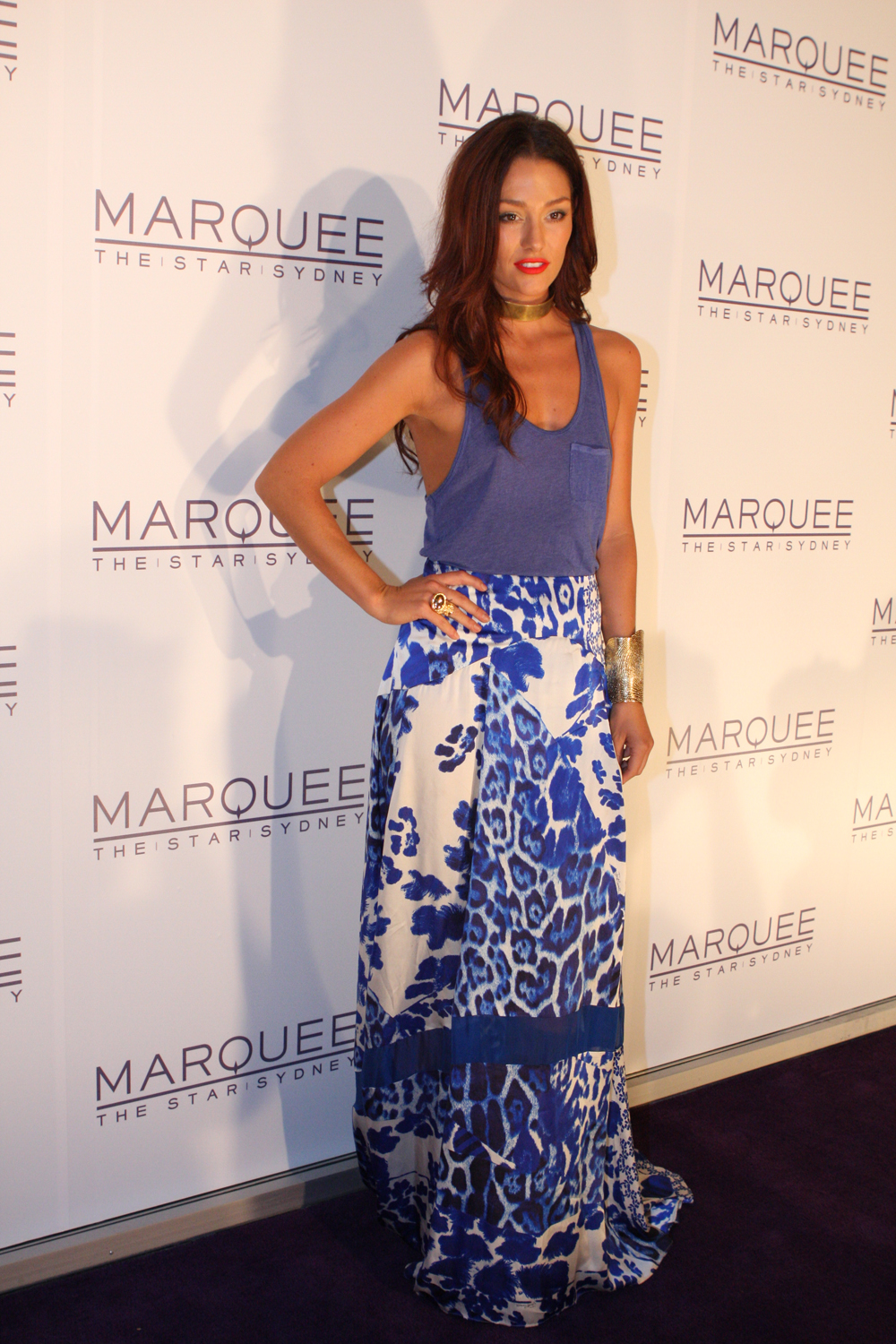
Эрин Глив

## Личная жизнь
В начале 2007 года Макнот начал отношения с профессиональным игроком регбийной лиги Брейтом Анастой.  Во время съемок «Соседей» у Макнота было не так много времени, чтобы провести его с Анастой,что побудило ее уйти.  После расставания с Анастой у нее были двухлетние отношения с Натаном Джоллиффом.
В ноябре 2012  и музыкант Example объявили о своей помолвке.  Они познакомились в 2011 году, когда она брала у него интервью в рамках своей работы на MTV.
18 мая 2013 года они поженились в Австралии.  23 июля 2014 года Макнот объявила, что она и Example ждут своего первого ребенка.  Она родила их первого ребенка, Эвандера Максвелла Глив, 21 декабря 2014 года в Австралии.  В декабре 2016 года Макнот рассказала, что в предыдущем месяце у нее случился выкидыш.  В 2017 году она родила второго ребенка, Эннио Стэнли Глив.  В октябре 2022 года Example и McNaught объявили о расставании после 11 лет совместной жизни, описав это «настолько дружелюбно, насколько это возможно».
В настоящее время Макнот состоит в отношениях с австралийским продюсером Стейсом Кадетом. В октябре 2024 года она родила третьего и первого ребенка от Кадета,        Оби Брукса Котараса.